# Kinnara doto
Kinnara doto är en insektsart som beskrevs av Ronald Gordon Fennah 1978. Kinnara doto ingår i släktet Kinnara och familjen Kinnaridae. Inga underarter finns listade i Catalogue of Life.